# 원투
원투(영어: One Two)는 대한민국의 힙합 듀오이다.

## 앨범
- 1집 자~엉덩이 2003년 7월 5일 발매
- 2집 Ladies First 2005년 8월 4일 발매

### OST
- 개구리 중사 케로로의 1기 ED